# Munição subsônica

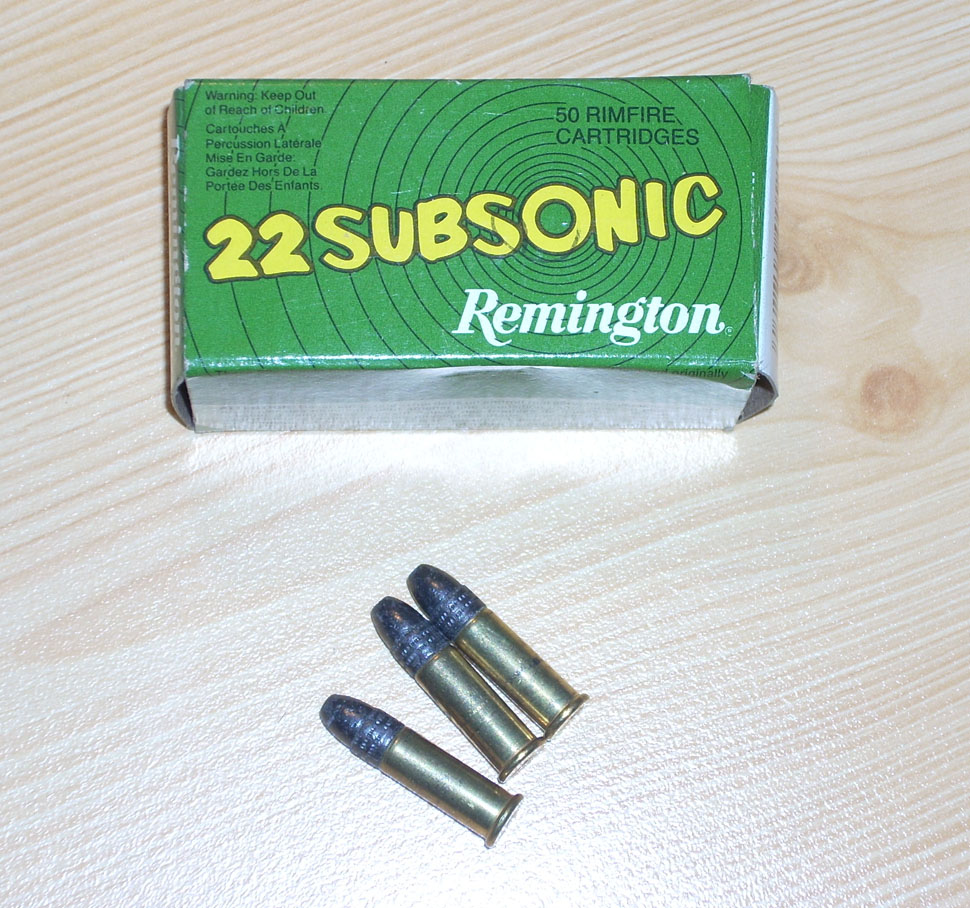
Exemplar de munição subsônica no calibre .22LR

Munição subsônica é uma munição projetada para operar em velocidades abaixo da velocidade do som, que em condições padrão é de 343,2 m/s (1.126 pés/s). Isso evita o estrondo sônico de uma bala supersônica, o que, particularmente para armas de fogo com silenciador, influencia a intensidade do estampido tiro.